# Whatstandwell
Whatstandwell es una villa del distrito de Amber Valley, en Derbyshire, Inglaterra. Según el censo de 2011, tiene una población de 270 habitantes.

## Ubicación
Está ubicada a cinco millas al sur de Matlock y a unas cuatro millas al norte de Belper. La estación ferroviaria de Whatstandwell está localizada en la vía férrea Derby-Matlock Derwent Valley, y la ruta A6 cruza la villa sobre el río Derwent. La mayor parte de la población está incluida en la parroquia civil de Crich, pero se puede decir que se extiende a través del río Derwent hasta la parroquia de Alderwasley. 
El canal de Cromford, fue una importante ruta de transporte desde y hacia la fábrica de Arkwright durante el siglo xix. Este canal, con la finalidad de proteger su hábitat, ha sido declarado sitio de especial interés científico. La Sociedad de Amigos del Canal de Cromford (The Friends of Cromford Canal) están intentando reabrir esta vía de navegación, desde Cromford hasta su conexión con el canal de Erewash en Langley Mill. Esta zona forma parte de las Fábricas del valle del Derwent, sitio declarado Patrimonio de la Humanidad por la UNESCO.
Al este, un empinado camino conduce a Crich y al Museo Nacional del Tranvía; a una corta distancia al norte está Cromford and High Peak, vía férrea en plano inclinado antiguamente manejada por cuerdas; al sur, en la ribera oeste del río Derwent, se encuentra Shining Cliff Woods, propiedad del National Trust (sin acceso oficial a este punto).

## Historia
La villa estuvo formada solamente por las construcciones entre el río y el canal: algunas edificaciones, el puente, el hotel Derwent, una cabaña y una antigua herrería adjunta. El resto era conocido como Crich Carr y, si bien la escuela aún es conocida con ese nombre, el área de Whatstandwell incluye Longway Bank y algunas granjas en la ribera opuesta del río.
Su nombre en inglés se deriva de una deformación del nombre de Walter «Wat» Stonewell, quien en los años 1390 vivía en una casa alquilada a la abadía de Darley y ubicada cerca de un vado sobre el río, en el camino con peaje desde Crich. En 1391 John de Stepul pagó la construcción de un puente y Wat Stonewell alquiló una cabaña en el mismo cruce, sitio que fue mencionado con el nombre del inquilino en el contrato con el propietario. Wat es un diminutivo de Walter, y el lugar pasó a conocerse como el puente de Watstonewell. Con el tiempo el lugar sería conocido como Whatstandwell.
En algunos mapas antiguos, como el de P. P. Burdett de 1791, figura como «Hottstandell Bridge», probablemente como transliteración del dialecto local. En el siglo xix, la compañía de trenes Midland Railway denominó «Whatstandwell Bridge» a su primera estación de trenes y el Ordnance Survey aceptó el nombre. Con el tiempo también fue aceptado por los pobladores de la zona.
Varios eventos y celebraciones anuales se realizan en la villa. El más importante es el Festival de la Cerveza (Beer Festival), que se celebra en uno de los dos primeros fines de semana de julio.
La antigua estación de trenes del lugar, cerrada en 1894, fue la primera en la que descendió Florence Nightingale en su camino a Lea Hurst, al regresar de la guerra de Crimea.

## Cultura y comunidad
Ellen MacArthur, marinera que en 2005 batió el récord de la circunnavegación del globo más rápida, nació y creció en Whatstandwell.
D. H. Lawrence mencionó a Whatstandwell en su novela autobiográfica Hijos y amantes (Sons and lovers, 1913), en una escena en la que Paul Morel y Miriam pasan el día juntos.